# Laura Posthuma
Laura Posthuma (14 de febrero de 1980) es una deportista neerlandesa que compitió en remo. Ganó dos medallas en el Campeonato Mundial de Remo, en los años 2003 y 2005.

## Palmarés internacional
| Campeonato Mundial | Campeonato Mundial | Campeonato Mundial | Campeonato Mundial |
| Año                | Lugar              | Medalla            | Prueba             |
| ------------------ | ------------------ | ------------------ | ------------------ |
| 2003               | Milán (Italia)     | Medalla de plata   | Cuatro sin timonel |
| 2005               | Kaizu (Japón)      | Medalla de bronce  | Ocho con timonel   |